# Ateles fusciceps
L'atele dalle mani brune od atele testa nera (Ateles fusciceps Gray, 1866) è un primate platirrino della famiglia degli Atelidi.
Veniva un tempo considerato una sottospecie di Ateles geoffroyi (A. geoffroyi fusciceps): attualmente, la maggior parte degli studiosi concorda nell'attribuire a questi animali lo status di specie a sé stante.

## Distribuzione
Con due sottospecie (Ateles fusciceps fusciceps ed Ateles fusciceps rufiventris) vive in Ecuador, Colombia e Panama. Preferisce la foresta pluviale, ma lo si può trovare anche in habitat a regime più secco.

## Descrizione

### Dimensioni
Misurano fino a un metro e mezzo, di cui più della metà spetta alla lunga coda, per un peso che sfiora i 9 kg.

### Aspetto
Il mantello è lungo e setoloso: nella sottospecie nominale il pelo è nero-brunastro sul corpo e bruno sulla testa, con zampe e coda neri: nella sottospecie robustus è invece completamente nero, fatta eccezione per alcuni ciuffi di pelo bianco che crescono sul mento. Attorno agli occhi vi è un cerchio di pelle semiglabra con radi peli bianchi.

## Biologia
Si tratta di animali diurni ed essenzialmente arboricoli: tendono a formare grossi gruppi di circa 20 individui ed oltre, che tuttavia sono per la maggior parte del tempo divisi in sottogruppi di 5-6 individui. I vari gruppi vivono in territori prestabiliti dai quali non si spostano mai (fatta eccezione per le giovani femmine che cercano nuovi gruppi a cui aggregarsi una volta raggiunta l'età adulta).

Vivono nella volta della foresta, dove si muovono spediti fra i rami grazie alla coda, che funge da arto aggiuntivo: anche se raramente saltano, possono spiccare balzi prodigiosi (fino a 9 metri) di albero in albero.

### Alimentazione
La dieta di questi animali è per la massima parte composta da frutta matura e foglie, ma non disdegnano di integrarla con altro materiale vegetale, come semi e fiori. Sono stati osservati nutrirsi sporadicamente anche di insetti ed uova.

### Riproduzione
Il ciclo estrale dura circa 26 giorni: le femmine lasciano capire di essere disponibili all'accoppiamento tramite segnali visivi ed olfattivi.

La gestazione dura circa sei mesi e mezzo, al termine dei quali viene partorito un unico cucciolo: la crescita è assai lenta, per cui le femmine hanno un ciclo riproduttivo assai lento (una cucciolata ogni 3-4 anni). I piccoli, infatti, vengono svezzati ad un anno e mezzo d'età, ma deve passare ancora qualche mese prima che possano dirsi del tutto autosufficienti.

La maturità sessuale viene raggiunta a 5 anni dalle femmine e circa un anno più tardi dai maschi: una volta raggiunta, le femmine tendono ad allontanarsi dal proprio gruppo, mentre i maschi non si allontanano nella maggior parte dei casi.
La speranza di vita per questi animali è di circa 25 anni.